# Clifton (Idaho)
Clifton és una població dels Estats Units a l'estat d'Idaho. Segons el cens del 2000 tenia 213 habitants.

## Demografia
Segons el cens del 2000, Clifton tenia 213 habitants, 61 habitatges, i 53 famílies. La densitat de població era de 36,6 habitants per km².
Dels 61 habitatges en un 45,9% hi vivien nens de menys de 18 anys, en un 78,7% hi vivien parelles casades, en un 6,6% dones solteres, i en un 11,5% no eren unitats familiars. En l'11,5% dels habitatges hi vivien persones soles el 6,6% de les quals corresponia a persones de 65 anys o més que vivien soles. El nombre mitjà de persones vivint en cada habitatge era de 3,49 i el nombre mitjà de persones que vivien en cada família era de 3,78.
Per edats la població es repartia de la següent manera: un 36,6% tenia menys de 18 anys, un 8,5% entre 18 i 24, un 18,3% entre 25 i 44, un 22,1% de 45 a 60 i un 14,6% 65 anys o més.
L'edat mediana era de 33 anys. Per cada 100 dones de 18 o més anys hi havia 117,7 homes.
La renda mediana per habitatge era de 35.208 $ i la renda mediana per família de 36.667 $. Els homes tenien una renda mediana de 28.333 $ mentre que les dones 19.375 $. La renda per capita de la població era de 12.755 $. Aproximadament el 9,7% de les famílies i el 13,2% de la població estaven per davall del llindar de pobresa.

## Poblacions més properes
El següent diagrama mostra les poblacions més properes.